# Nazionale maschile under 20 di calcio della Francia
La nazionale di calcio della Francia Under-20 è la rappresentativa calcistica Under-20 nazionale della Francia ed è posta sotto l'egida della FFF.
È stata recentemente campione del mondo nella categoria, essendosi aggiudicata il mondiale under-20 del 2013, prima vittoria della sua storia nella competizione; ha vinto la finale nel luglio 2013 contro l'Uruguay ai calci di rigore (3-1 per i Blues), dopo uno 0-0 nei tempi supplementari, arrivando così anch'essa, dopo la nazionale A, ai vertici della FIFA.

## Risultati nei tornei

### Campionato mondiale di calcio Under-20
| Anno   | Risultato        | G               | V               | N*              | P               | GF              | GS              |                 |
| ------ | ---------------- | --------------- | --------------- | --------------- | --------------- | --------------- | --------------- | --------------- |
| 1977   | Primo turno      | 3               | 1               | 1               | 1               | 3               | 3               |                 |
| 1979   | Non qualificata  | Non qualificata | Non qualificata | Non qualificata | Non qualificata | Non qualificata | Non qualificata | Non qualificata |
| 1981   | Non qualificata  | Non qualificata | Non qualificata | Non qualificata | Non qualificata | Non qualificata | Non qualificata | Non qualificata |
| 1983   | Non qualificata  | Non qualificata | Non qualificata | Non qualificata | Non qualificata | Non qualificata | Non qualificata | Non qualificata |
| 1985   | Non qualificata  | Non qualificata | Non qualificata | Non qualificata | Non qualificata | Non qualificata | Non qualificata | Non qualificata |
| 1987   | Non qualificata  | Non qualificata | Non qualificata | Non qualificata | Non qualificata | Non qualificata | Non qualificata | Non qualificata |
| 1989   | Non qualificata  | Non qualificata | Non qualificata | Non qualificata | Non qualificata | Non qualificata | Non qualificata | Non qualificata |
| 1991   | Non qualificata  | Non qualificata | Non qualificata | Non qualificata | Non qualificata | Non qualificata | Non qualificata | Non qualificata |
| 1993   | Non qualificata  | Non qualificata | Non qualificata | Non qualificata | Non qualificata | Non qualificata | Non qualificata | Non qualificata |
| 1995   | Non qualificata  | Non qualificata | Non qualificata | Non qualificata | Non qualificata | Non qualificata | Non qualificata | Non qualificata |
| 1997   | Quarti di finale | 5               | 3               | 1               | 1               | 10              | 8               |                 |
| 1999   | Non qualificata  | Non qualificata | Non qualificata | Non qualificata | Non qualificata | Non qualificata | Non qualificata | Non qualificata |
| 2001   | Quarti di finale | 5               | 2               | 2               | 1               | 11              | 7               |                 |
| 2003   | Non qualificata  | Non qualificata | Non qualificata | Non qualificata | Non qualificata | Non qualificata | Non qualificata | Non qualificata |
| 2005   | Non qualificata  | Non qualificata | Non qualificata | Non qualificata | Non qualificata | Non qualificata | Non qualificata | Non qualificata |
| 2007   | Non qualificata  | Non qualificata | Non qualificata | Non qualificata | Non qualificata | Non qualificata | Non qualificata | Non qualificata |
| 2009   | Non qualificata  | Non qualificata | Non qualificata | Non qualificata | Non qualificata | Non qualificata | Non qualificata | Non qualificata |
| 2011   | Quarto posto     | 7               | 4               | 0               | 3               | 11              | 12              |                 |
| 2013   | Campione         | 7               | 4               | 2               | 1               | 15              | 6               |                 |
| 2015   | Non qualificata  | Non qualificata | Non qualificata | Non qualificata | Non qualificata | Non qualificata | Non qualificata | Non qualificata |
| 2017   | Ottavi di finale | 4               | 3               | 0               | 1               | 10              | 2               |                 |
| 2019   | Ottavi di finale | 4               | 3               | 0               | 1               | 9               | 5               |                 |
| 2023   | Primo turno      | 3               | 1               | 0               | 2               | 5               | 5               |                 |
| Totale | 8/23             | 38              | 21              | 6               | 11              | 74              | 48              |                 |

## Tutte le rose

### Campionato mondiale di calcio Under-20
Campionato del mondo Under-20 19771 Billet, 2 Bibard, 3 Bacconnier, 4 Creignou, 5 Desbouillons, 6 Bracigliano, 7 Lecornu, 8 Jeannol, 9 Françoise, 10 Genghini, 11 Meyer, 12 Tallineau, 13 Piette, 14 Godel, 15 Mastroianni, 16 Wiss, 17 Brisson, 18 Tisiot, CT: Braun
Campionato del mondo Under-20 19971 Landreau, 2 Sagnol, 3 Jaurès, 4 Silvestre, 5 Gallas, 6 Luccin, 7 Bigné, 8 Agboh, 9 Henry, 10 Moreira, 11 Trezeguet, 12 Afanou, 13 Christanval, 14 Anelka, 15 Leroy, 16 Janot, 17 Mouret, 18 Compan, CT: Houllier
Campionato del mondo Under-20 20011 Penneteau, 2 Delpierre, 3 Vignal, 4 Givet, 5 Mexès, 6 Berenguer, 7 Cheyrou, 8 Fabiano, 9 Diarra, 10 Maton, 11 Ahamada, 12 Cissé, 13 Danic, 14 Joseph-Augustin, 15 Mendy, 16 Roudet, 17 Bugnet, 18 Puydebois, 19 Dorothée, CT: Domenech
Campionato del mondo Under-20 20111 Cros, 2 Nego, 3 Fontaine, 4 Lejeune, 5 Faure, 6 Grenier, 7 Kakuta, 8 Fofana, 9 Tafer, 10 Sunu, 11 Griezmann, 12 Koulibaly, 13 Coquelin, 14 Kolodziejczak, 15 Carole, 16 Véronèse, 17 Bakambu, 18 Colin, 19 Lacazette, 20 Reale, 21 Ligali, CT: Smerecki
Campionato del mondo Under-20 20131 Areola, 2 Foulquier, 3 Polomat, 4 Zouma, 5 Umtiti, 6 Pogba, 7 Vion, 8 Kondogbia, 9 Sanogo, 10 Ngando, 11 Bahebeck, 12 Digne, 13 Lemina, 14 Sarr, 15 Bosetti, 16 Dupé, 17 Veretout, 18 Sabaly, 19 Jullien, 20 Thauvin, 21 Charruau, CT: Mankowski
Campionato del mondo Under-20 20171 Bernardoni, 2 Kwateng, 3 Boscagli, 4 Onguéné, 5 Diop, 6 Fuchs, 7 Augustin, 8 Tousart, 9 Nkunku, 10 Saint-Maximin, 11 Thuram, 12 Blas, 13 Michelin, 14 Harit, 15 Maouassa, 16 Braat, 17 Poha, 18 Sissoko, 19 Severin, 20 Terrier, 21 Lafont, CT: Batelli
Campionato del mondo Under-20 20191 Lafont, 2 Todibo, 3 N'Dicka, 4 Kamara, 5 Zagadou, 6 Loiodice, 7 Adli, 8 Cuisance, 9 Gouiri, 10 Diaby, 11 Alioui, 12 Sissoko, 13 Cozza, 14 Diallo, 15 Basila, 16 Meslier, 17 Pintor, 18 Fofana, 19 Sylla, 20 Soumaré, 21 Desprez, CT: Diomède
Campionato del mondo Under-20 20231 Lo-Tutala, 2 Zoukrou, 3 Koudou, 4 O. Camara, 5 Nzouango, 6 Da Silva, 7 Virginius, 8 Bondo, 9 Efekele, 10 Magassa, 11 Lega, 12 Joujou, 13 Odobert, 14 Keita, 15 E. Camara, 16 Lienard, 17 Tibidi, 18 Semedo, 19 Pereira, 20 Adeline, 21 Lavallée, CT: Chauvin

## Rosa attuale
Lista dei convocati per il Torneo Maurice Revello 2024.
|  | P | Mathieu Patouillet   | 20 febbraio 2004 | Sochaux         |  |  |  |  |
|  | P | Yann Lienard         | 16 marzo 2003    | Monaco          |  |  |  |  |
|  | P | Tom Mabon            | 16 giugno 2004   | Nantes          |  |  |  |  |
|  |   |                      |                  |                 |  |  |  |  |
|  | D | Dalangunypole Gomis  | 28 giugno 2004   | Sochaux         |  |  |  |  |
|  | D | Cheick Keita         | 2 aprile 2004    | Bastia          |  |  |  |  |
|  | D | Thérence Koudou      | 13 dicembre 2004 | Stade Reims     |  |  |  |  |
|  | D | William Mikelbrencis | 25 febbraio 2004 | Amburgo         |  |  |  |  |
|  | D | Lucas Mincarelli     | 5 gennaio 2004   | Montpellier     |  |  |  |  |
|  | D | Kassoum Ouattara     | 14 ottobre 2004  | Monaco          |  |  |  |  |
|  | D | Brahim Traoré        | 4 febbraio 2004  | Caen            |  |  |  |  |
|  | D | Tanguy Zoukrou       | 7 maggio 2003    | Troyes          |  |  |  |  |
|  |   |                      |                  |                 |  |  |  |  |
|  | C | Arthur Atta          | 14 gennaio 2003  | Metz            |  |  |  |  |
|  | C | Etienne Camara       | 30 marzo 2003    | Charleroi       |  |  |  |  |
|  | C | Mathias De Amorim    | 10 dicembre 2004 | Bordeaux        |  |  |  |  |
|  | C | Andy Diouf           | 17 maggio 2003   | Lens            |  |  |  |  |
|  | C | Noé Lebreton         | 22 aprile 2004   | Caen            |  |  |  |  |
|  | C | Edouard Michut       | 4 marzo 2003     | Adana Demirspor |  |  |  |  |
|  |   |                      |                  |                 |  |  |  |  |
|  | A | Matthis Abline       | 28 marzo 2004    | Nantes          |  |  |  |  |
|  | A | Ange-Yoan Bonny      | 25 ottobre 2003  | Parma           |  |  |  |  |
|  | A | Antoine Joujou       | 12 marzo 2003    | Le Havre        |  |  |  |  |
|  | A | Justin-Noël Kalumba  | 25 dicembre 2004 | Angers          |  |  |  |  |
|  | A | Wilson Odobert       | 28 novembre 2004 | Burnley         |  |  |  |  |
|  | A | Loum Tchaouna        | 8 settembre 2002 | Lazio           |  |  |  |  |
|  | A | Alan Virginius       | 3 gennaio 2003   | Clermont Foot   |  |  |  |  |

## Palmarès
- Campionato mondiale Under-20:

 2013
- Torneo di Tolone/Torneo Maurice Revello:

 1977, 1984, 1985, 1987, 1988, 1989, 1997, 2004, 2005, 2006, 2007, 2015, 2022
 1975, 1976, 1978, 1980, 1986, 1991, 1993, 1995, 1996, 1998, 2009, 2011, 2014, 2016
 1983, 1992, 1994, 1999, 2001, 2010, 2013